# Kuramathi
Kuramathi est une petite île inhabitée des Maldives. Elle était habitée de façon permanente jusqu'en 1973, date à laquelle ses habitants s'installèrent sur l'île voisine de Rasdhoo. Il s'agit depuis 1977 d'une des nombreuses îles-hôtel des Maldives, actuellement le Kuramathi Island Resort. À la suite de fouilles archéologiques intervenues en 1988, il apparaît que l'île était auparavant occupée par un important temple bouddhiste. Un grave naufrage s'y déroula le 29 mai 1868 : le Reindeer et son équipage de 28 hommes sombrèrent sur le récif.

## Géographie
Kuramathi est située dans le centre des Maldives, au Sud de l'atoll Rasdu, dans la subdivision de Alif Alif.